# 小眼瘦獅子魚
小眼瘦獅子魚，為輻鰭魚綱鮋形目杜父魚亞目獅子魚科的其中一種，分布於西印度洋的克羅澤群島海域，棲息深度275-2275公尺，體長可達1.8公分，為深海底棲性魚類，屬肉食性，生活習性不明。

## 擴展閱讀
維基物種上的相關：小眼瘦獅子魚